# Bernard Diomède
Pour les articles homonymes, voir Diomède (homonymie).
Bernard Diomède, né le 23 janvier 1974 à Saint-Doulchard (Cher), est un footballeur international français. Il évolue au poste d'ailier gauche du début des années 1990 au milieu des années 2000.
Formé à l'AJ Auxerre avec qui il réalise le doublé Coupe-Championnat en 1996, il rejoint ensuite Liverpool puis évolue à l'AC Ajaccio, l'US Créteil avant de terminer sa carrière professionnelle au Clermont Foot.
Il compte huit sélections en équipe de France et remporte la Coupe du monde de football en 1998.
Titulaire du Brevet d'entraîneur professionnel de football et diplômé du Centre de droit et d’économie du sport de Limoges, il partage depuis la fin de sa carrière de joueur son temps entre l'académie qu'il a fondée et les équipes de jeunes de la FFF.

## Biographie

### Enfance et formation
Bernard Nicolas Thierry Diomède naît le 23 janvier 1974 dans une famille d'origine guadeloupéenne. Il fait ses débuts au FC Saint-Doulchard. Pur produit de l'école auxerroise d'où il rejoint le centre de formation à l'âge de 14 ans, Bernard Diomède remporte tous les titres nationaux (moins de 15 ans, moins de 17 ans et la Coupe Gambardella en 1993) avec les équipes jeunes du club.

### Début professionnel à l’AJ Auxerre
Après avoir signé son premier contrat professionnel à l'âge de 18 ans, il fait ses débuts sous les couleurs de l'AJ Auxerre le 12 décembre 1992 en étant titularisé lors d'une victoire deux buts à un contre le Nîmes Olympique en Division 1. Il joue six matchs de plus cette saison là.
Cependant, dû à son service militaire, il prend part à seulement deux matchs de championnat dont une titularisation la saison suivante. Affilié au CIGA d'Auxerre pendant son service, il est champion de France militaire en 1993.
C'est lors de la saison suivante, qu'il commence à gagner du temps de jeu, marquant notamment son premier but dès la première journée de championnat pour égaliser contre le RC Strasbourg. Utilisé à vingt-six reprises en championnat, il prend part également à ses premiers matchs européens lors de la Coupe des vainqueurs de Coupe 1994-1995 et marquant même à deux reprises lors du match aller puis retour du premier tour contre le Dinamo Zagreb.
En 1996, il devient titulaire indiscutable et réalise le doublé historique Coupe-Championnat avec Auxerre après une victoire deux buts à un en finale de Coupe de France. La même année, il découvre la Coupe UEFA mais l'AJA est éliminé dès le second tour.
La saison 1996-1997, il découvre l'élite européenne, participant à la Ligue des Champions pour la première fois de sa carrière. Grâce notamment à une victoire lors du match retour contre l'Ajax Amsterdam où Diomède ouvre le score, l'AJA sort premier de son groupe et se qualifie en quart de finale mais termine par deux défaites à l'aller et au retour contre le Borussia Dortmund.
Lors de l'été 1997, l'AJ Auxerre remporte la Coupe Intertoto. Bernard Diomède s'y fait remarquer, marquant six buts en six matchs dont deux doublés, les premiers de sa carrière, et un but en finale contre le MSV Duisburg. Qualifié en Coupe UEFA, le club est de nouveau éliminé en quart de finale.
Diomède se fait remarquer sous le maillot auxerrois et est appelé en équipe de France en 1998 avec qui il sera champion du monde. Guy Roux refusant de s'en séparer, il reste contre son gré en Bourgogne les deux année suivantes avant de rejoindre le club du Liverpool FC alors entrainé par le français Gérard Houllier.
De 1992 à 2000, il porte le maillot de l'AJ Auxerre à 224 reprises pour 46 buts et évolue notamment aux côtés de Laurent Blanc, Stéphane Guivarc'h, Lionel Charbonnier, Corentin Martins, Alain Goma, Philippe Mexès et Djibril Cissé.

### Départ au Liverpool FC
Après quelques matchs en septembre 2000, étant titularisé à deux reprises en Coupe UEFA et en championnat contre Sunderland AFC, il se blesse rapidement et à son retour réintègre un groupe en pleine dynamique de réussite au sein duquel il a des difficultés à trouver sa place. Liverpool dispose alors d'un collectif composé de 25 joueurs de niveau international parmi lesquels on retrouve Michael Owen, Titi Camara, Steven Gerrard, Vladimír Šmicer, El Hadji Diouf ou encore Robbie Fowler qui lui permettront de remporter de nombreux trophées prestigieux durant cette période, notamment en 2001 la Coupe de l'UEFA et la Supercoupe d'Europe.
En janvier 2003, après n'avoir joué qu'un seul match, en Ligue des champions, avec Liverpool en pratiquement une saison et demi, il revient en France en signant à l'AC Ajaccio en Ligue 1. En deux saisons et demi en Angleterre, il n'aura joué finalement que cinq matchs, dont deux en Premier League.

### Retour en France
À l'AC Ajaccio, il est alors entrainé par Rolland Courbis et marque dès son premier match en Corse, de plus le seul but de la rencontre contre l'ES Troyes. Maintenu lors de sa première saison au club, les ajacciens sont de nouveau en difficulté la saison suivante mais lors de la dernière journée de championnat 2004, il inscrit le premier triplé de sa carrière donnant la victoire trois buts à un contre le FC Metz et qui sauve le club de la relégation.
Malgré ce coup d'éclat, le contrat du joueur n'est pas renouvelé et il quitte la Corse. Sans club pendant six mois, Bernard Diomède intègre l'US Créteil, club de Ligue 2 en difficulté pour lequel il contribue pleinement à son maintien. Dernier à la 34e journée, le club enchaine quatre victoires lors des quatre dernières journées.
En janvier 2006, il rejoint Clermont Foot en Ligue 2 après s'être entrainé quelque temps avec l'équipe réserve du club. En fin de saison, le club est relégué en National.
Il annonce officiellement la fin de sa carrière sportive en 2007, à l'âge de 33 ans.

### En équipe de France
Sa progression auxerroise lui ouvre les portes de l'équipe nationale en 1998 et il est sélectionné en équipe de France pour la première fois. Il joue son premier match international en étant titularisé lors du match inaugural du Stade de France à l'occasion d'une victoire un but à zéro contre l'Espagne, le 28 janvier 1998. Titulaire de nouveau en février contre la Norvège où il offre une passe décisive à Laurent Blanc puis en mars contre la Russie, il est finalement appelé pour participé à la Coupe du monde 1998.
Après l'avoir laissé sur le banc à l'occasion du premier match, Aimé Jacquet le titularise sur le flanc gauche de l'attaque lors des trois rencontres suivantes dont le huitième de finale contre le Paraguay. Auteur de prestations mitigées, Diomède se montre peu entreprenant et guère en réussite et se retrouve sur le banc des remplaçants pour la suite de la compétition. Ces trois titularisations font de lui le 13e joueur de France 98 en termes de temps de jeu. Parmi les 22 joueurs, il porte le numéro 13, et gagne le surnom de "petit bonhomme" attribué par Aimé Jacquet. Remplaçant de nouveau lors de la finale, il soulève l'illustre Coupe au soir du 12 juillet, consécration de toute carrière de footballeur, à l'âge de 24 ans.
Plus jamais sélectionné en équipe de France depuis le mondial, sa dernière sélection remonte à France-Paraguay lors du huitième de finale de la Coupe du monde 1998, le 28 juin de la même année.
Bernard Diomède a expliqué dans une entrevue avoir choisi le numéro 13 en hommage à Ibrahim Ba. En effet, Ibrahim Ba, évincé de la sélection du mondial lors de la liste définitive des 22 joueurs retenus, avait pour habitude de porter le no 13.

### Reconversion comme entraineur
En vue de mener à bien ses différents projets de reconversion, Bernard Diomède a passé le Diplôme universitaire de manager général de club sportif du Centre de droit et d’économie du sport (CDES) de Limoges. Il a été le major de la promotion 2007-2009. Bernard Diomède a conservé des liens forts avec le CDES puisqu'il y est actuellement intervenant dans le cadre du Master 2 « Droit, économie et gestion du sport », et parrain de la licence STAPS à la suite de Fabien Pelous et de Laurent Blanc. En 2012, il suit la formation en vue d'obtenir le Brevet d'État d'éducateur sportif du 1er degré (BEES1), en vue d'acquérir les compétences pour prendre en charge les entraînements sportifs. En 2015, il obtient le BEPF (Brevet d'entraineur professionnel de football) qu'il a passé aux côtés de Willy Sagnol, Zinédine Zidane, Claude Makélélé et Éric Roy.
En août 2015, Bernard Diomède devient sélectionneur de l'Équipe de France des moins de 17 ans. Il qualifie la sélection pour l'Euro 2016 en Azerbaïdjan mais ne réussit pas à sortir de la phase de groupes après deux défaites et un nul.
La saison suivante, il suit ses joueurs en devenant l'entraineur des moins de 18 ans en 2016 puis des moins de 19 ans en 2017 qu'il qualifie à l'Euro 2018 et amène en demi-finale mais s'incline face à l'Italie deux buts à zéro. La saison suivante, il suit ses joueurs en moins de 20 ans avec qui il atteint les huitièmes de finale de la Coupe du monde.
Il reprend la sélection des moins de 19 ans en 2020 puis les moins de 20 ans en 2021.
En 2022, il devient sélectionneur des moins de 18 ans.
Il prend la sélection de l'équipe de France des moins de 19 ans pour la saison 2023-2024. En juillet 2024, les Bleuets sont battus deux buts à zéro par l'Espagne en finale de l'Euro U19. À la suite de cette défaite, il est remplacé à ce poste par Jean-Luc Vannuchi.
Il retourne ensuite entraîner l'équipe des moins de 20 ans dès l'été 2024.

### Reconversion comme consultant
Bernard Diomède est également consultant sportif auprès de plusieurs médias et partenaires. Il intervient aussi auprès de nombreuses entreprises dans le cadre de séminaires où il fait part de son retour d'expérience et de son savoir-faire dans le domaine du coaching, du management et de la motivation.

## Style de jeu
Son pied gauche est son point fort. Il lui permet d'adresser depuis son aile des centres tendus et précis. Bernard Diomède est un battant au caractère bien trempé. Son jeu à haut risque implique cependant beaucoup de déchet et le fait qu'il soit au top physiquement.

## Autour des terrains

### Engagements sportifs et citoyens
Bernard Diomède a été le parrain de l'équipe de France de football des moins de 16 ans. Il était notamment présent lors des matchs ainsi que lors des stages à Clairefontaine. Il est également parrain du sport à l’école auprès du ministère de l’Éducation nationale.

### Académie Bernard Diomède
L’académie Bernard Diomède a ouvert ses portes à la rentrée scolaire 2008 en partenariat avec le groupe scolaire La Salle Saint Nicolas d’Issy-les-Moulineaux. Cette association à but non lucratif est labellisée par la Fédération française de football et est soutenue par le ministère de l’Éducation nationale. Elle permet à des jeunes garçons et filles de la 6e à la terminale de vivre pleinement leur passion pour le football tout en suivant une scolarité normale. Ce projet est basé sur un triple projet à la fois scolaire, sportif et éducatif. L'académie a développé des programmes éducatifs et citoyens pour encourager l'épanouissement personnel et le sens des responsabilités.
L'académie Bernard Diomède est avant tout un projet éducatif qui vise à former l’adulte de demain en replaçant l’avenir de l’enfant au cœur de toutes les préoccupations.
Le 19 mai 2013, lors des Trophées UNFP du football, il reçoit le prix « Engagement social et citoyen du joueur professionnel », décerné par la Fondation du football et l'UNFP, pour son action au quotidien en tant que président bénévole auprès de son académie.

## Statistiques
| Saison                | Club                  | Championnat           | Championnat | Championnat | Coupe(s) nationale(s) | Coupe(s) nationale(s) | Compétition(s) continentale(s) | Compétition(s) continentale(s) | Compétition(s) continentale(s) | Total | Total |
| Saison                | Club                  | Division              | M.          | B.          | M.                    | B.                    | Comp.                          | M.                             | B.                             | M.    | B.    |
| 1992-1993             | AJ Auxerre            | Division 1            | 7           | 0           | -                     | -                     | -                              | -                              | -                              | 7     | 0     |
| 1993-1994             | AJ Auxerre            | Division 1            | 2           | 0           | -                     | -                     | -                              | -                              | -                              | 2     | 0     |
| 1994-1995             | AJ Auxerre            | Division 1            | 26          | 3           | 2                     | 0                     | C2                             | 4                              | 2                              | 32    | 5     |
| 1995-1996             | AJ Auxerre            | Division 1            | 33          | 9           | 7                     | 1                     | C3                             | 3                              | 0                              | 43    | 10    |
| 1996-1997             | AJ Auxerre            | Division 1            | 31          | 6           | 3                     | 1                     | C1                             | 7                              | 1                              | 41    | 8     |
| 1997-1998             | AJ Auxerre            | Division 1            | 31          | 4           | 3                     | 1                     | C4+C3                          | 13                             | 8                              | 47    | 13    |
| 1998-1999             | AJ Auxerre            | Division 1            | 27          | 5           | 4                     | 2                     | -                              | -                              | -                              | 31    | 7     |
| 1999-2000             | AJ Auxerre            | Division 1            | 19          | 3           | 2                     | 0                     | -                              | -                              | -                              | 21    | 3     |
| Sous-total            | Sous-total            | Sous-total            | 176         | 30          | 21                    | 5                     | -                              | 27                             | 11                             | 224   | 46    |
| 2000-2001             | Liverpool FC          | Premier League        | 2           | 0           | -                     | -                     | C3                             | 2                              | 0                              | 4     | 0     |
| 2001-2002             | Liverpool FC          | Premier League        | 0           | 0           | -                     | -                     | C1                             | 1                              | 0                              | 1     | 0     |
| 2002-2003             | Liverpool FC          | Premier League        | 0           | 0           | -                     | -                     | -                              | -                              | -                              | 0     | 0     |
| Sous-total            | Sous-total            | Sous-total            | 2           | 0           | -                     | -                     | -                              | 3                              | 0                              | 5     | 0     |
| 2002-2003             | AC Ajaccio            | Ligue 1               | 15          | 2           | -                     | -                     | -                              | -                              | -                              | 15    | 2     |
| 2003-2004             | AC Ajaccio            | Ligue 1               | 32          | 7           | 1                     | 1                     | -                              | -                              | -                              | 33    | 8     |
| Sous-total            | Sous-total            | Sous-total            | 47          | 9           | 1                     | 1                     | -                              | -                              | -                              | 48    | 10    |
| 2004-2005             | US Créteil            | Ligue 2               | 12          | 4           | -                     | -                     | -                              | -                              | -                              | 12    | 4     |
| 2005-2006             | Clermont Foot         | Ligue 2               | 11          | 1           | -                     | -                     | -                              | -                              | -                              | 11    | 1     |
| Total sur la carrière | Total sur la carrière | Total sur la carrière | 248         | 44          | 22                    | 6                     | -                              | 30                             | 11                             | 300   | 61    |

### En sélection nationale
| Saison                | Sélection             | Phases finales        | Phases finales | Phases finales | Phases finales | Éliminatoires | Éliminatoires | Éliminatoires | Matchs amicaux | Matchs amicaux | Matchs amicaux | Total | Total | Total |
| Saison                | Sélection             | Compétition           | M              | B              | Pd             | M             | B             | Pd            | M              | B              | Pd             | M     | B     | Pd    |
| --------------------- | --------------------- | --------------------- | -------------- | -------------- | -------------- | ------------- | ------------- | ------------- | -------------- | -------------- | -------------- | ----- | ----- | ----- |
| 1997-1998             | France                | Coupe du monde 1998   | 3              | 0              | 0              | -             | -             | -             | 5              | 0              | 0              | 8     | 0     | 0     |
| Total sur la carrière | Total sur la carrière | Total sur la carrière | 3              | 0              | 0              | -             | -             | -             | 5              | 0              | 0              | 8     | 0     | 0     |

## Matchs internationaux
| Matchs internationaux de Bernard Diomède | Matchs internationaux de Bernard Diomède | Matchs internationaux de Bernard Diomède | Matchs internationaux de Bernard Diomède | Matchs internationaux de Bernard Diomède | Matchs internationaux de Bernard Diomède     | Matchs internationaux de Bernard Diomède                              |
| #                                        | Date                                     | Lieu                                     | Adversaire                               | Résultat                                 | Compétition                                  | Notes                                                                 |
| ---------------------------------------- | ---------------------------------------- | ---------------------------------------- | ---------------------------------------- | ---------------------------------------- | -------------------------------------------- | --------------------------------------------------------------------- |
| 1                                        | 28 janvier 1998                          | Stade de France, Saint-Denis, France     | Espagne                                  | V 1 - 0                                  | Match amical                                 | Titulaire.                                                            |
| 2                                        | 25 février 1998                          | Stade Vélodrome, Marseille, France       | Norvège                                  | N 3 - 3                                  | Match amical                                 | Titulaire.                                                            |
| 3                                        | 25 mars 1998                             | Stade Dynamo, Moscou, Russie             | Russie                                   | D 0 - 1                                  | Match amical                                 | Titulaire.                                                            |
| 4                                        | 29 mai 1998                              | Stade Mohammed-V, Casablanca, Maroc      | Maroc                                    | N 2 - 2                                  | Tournoi Hassan II 1998                       | Titulaire, remplacé par Robert Pirès à la 76e minute de jeu.          |
| 5                                        | 5 juin 1998                              | Olympiastadion, Helsinki, Finlande       | Finlande                                 | V 1 - 0                                  | Match amical                                 | Entre en jeu à la place de Christophe Dugarry à la 77e minute de jeu. |
| 6                                        | 18 juin 1998                             | Stade de France, Saint-Denis, France     | Arabie saoudite                          | V 4 - 0                                  | Premier tour de la Coupe du monde 1998       | Titulaire, remplacé par Youri Djorkaeff à la 58e minute de jeu.       |
| 7                                        | 24 juin 1998                             | Stade de Gerland, Lyon, France           | Danemark                                 | V 2 - 1                                  | Premier tour de la Coupe du monde 1998       | Titulaire.                                                            |
| 8                                        | 28 juin 1998                             | Stade Felix-Bollaert, Lens, France       | Paraguay                                 | V 1 - 0                                  | Huitième de finale de la Coupe du monde 1998 | Titulaire, remplacé par Stéphane Guivarc'h à la 77e minute de jeu.    |

## Palmarès

### En tant que joueur

#### En club
Formé à l'AJ Auxerre, il est sacré champion de France en 1996 et fait partie de l'équipe qui remporte le doublé coupe-championnat en soulevant la Coupe de France la même année. L'été 1998, il remporte la Coupe Intertoto.

#### En sélection
Avec l'équipe de France, il compte huit sélections et remporte la Coupe du monde en 1998. Il remporte également le Tournoi Hassan II en 1998 et termine vice champion du Tournoi Maurice Revello avec l'équipe de France moins de 20 ans en 1993.
| AJ Auxerre (3) | Équipe de France (1)                  |
| --- | ------------------------------------- |
| - Championnat de France : - Champion en 1996. - Coupe de France : - Vainqueur en 1996. - Coupe Intertoto : - Vainqueur en 1998. | - Coupe du monde - Vainqueur en 1998. |

### En tant qu'entraineur
- Équipe de France moins de 20 ans
  - Vainqueur du tournoi Maurice Revello en 2022
- Équipe de France moins de 18 ans
  - Vainqueur des Jeux méditerranéens en 2022
- Équipe de France moins de 19 ans
  - Finaliste du Championnat d'Europe en 2024

## Décorations
- Chevalier de la Légion d'honneur (décret du 24 juillet 1998)[17]
- Officier de l'ordre national du Mérite (décret du 14 novembre 2013)[2]